# Авена (Арецо)
Авена је насеље у Италији у округу Арецо, региону Тоскана.
Према процени из 2011. у насељу је живело 74 становника. Насеље се налази на надморској висини од 506 м.